# Krystyna Kacperczyk
Krystyna Kacperczyk (née le 13 octobre 1948 à Kętrzyn) est une athlète polonaise, spécialiste du 400 mètres haies, ancienne détentrice du record du monde.

## Biographie
Elle est la première détentrice du record du monde du 400 m haies avec son temps de 56 s 51 établi le 13 juillet 1974 à Augsbourg. Le 18 août 1978, elle améliore de nouveau le record du monde détenu alors par l'Est-allemande Karin Rossley en établissant le temps de 55 s 44 à Berlin.
Elle remporte la médaille de bronze du relais 4 × 400 m lors des championnats d'Europe de 1978, à Prague

### Palmarès
| Date | Compétition                    | Lieu      | Résultat | Épreuve          | Performance   |
| ---- | ------------------------------ | --------- | -------- | ---------------- | ------------- |
| 1973 | Championnats d'Europe en salle | Rotterdam | 3e       | Relais 4 × 360 m | 3 min 11 s 65 |
| 1975 | Championnats d'Europe en salle | Katowice  | 3e       | Relais 4 × 320 m | 2 min 49 s 6  |
| 1977 | Coupe d'Europe des nations     | Helsinki  | 3e       | 400 m haies      | 57 s 01       |
| 1978 | Championnats d'Europe          | Prague    | 5e       | 400 m haies      | 55 s 55       |
| 1978 | Championnats d'Europe          | Prague    | 3e       | Relais 4 × 400 m | 3 min 26 s 76 |

### Records
| Épreuve     | Performance | Lieu    | Date         |
| ----------- | ----------- | ------- | ------------ |
| 400 m       | 51 s 78     | Brescia | 4 août 1978  |
| 400 m haies | 55 s 44     | Berlin  | 18 août 1978 |